# Občanska znanost
Občanska znanost (angleško citizen science, CS), tudi skupnostna znanost, množična znanost, državljanska znanost, participativna znanost, ljudska znanost,  laična znanost, ljubiteljska (amaterska) znanost, prostovoljska  znanost, nepoklicna  znanost, javna znanost je znanstveno raziskovanje, ki se izvaja s sodelovanjem javnosti (ki jo včasih imenujemo ljubiteljski/nepoklicni znanstveniki). Natančne opredelitve občanske znanosti se med seboj razlikujejo, pri čemer imajo različni posamezniki in organizacije svoje specifične interpretacije tega, kaj občanska znanost zajema. Občanska znanost se uporablja na številnih področjih proučevanja, pri čemer so raziskovalne objave večinoma na področjih biologije in ohranjanja narave.  Nameni in vloge občanske znanosti v raziskovalnih projektih se med seboj razlikujejo. Občanska znanost se lahko uporablja kot metoda, pri kateri javni prostovoljci pomagajo pri zbiranju in razvrščanju podatkov, s čimer se izboljšuje zmogljivost znanstvene skupnosti. Občanska znanost lahko vključuje tudi bolj neposredno vključevanje javnosti, pri čemer skupnosti začnejo projekte, v katerih raziskujejo svoje okoljske in zdravstvene nevarnosti. Sodelovanje v projektih občanske znanosti tudi izobražuje javnost o znanstvenem procesu in povečuje ozaveščenost o različnih temah. V ta namen nekatere šole vključujejo učence v projekte občanske znanosti v okviru učnih načrtov.
Prvo uporabo izraza občanska znanost (angleško citizen science) lahko najdemo v januarski številki reviji MIT Technology Review iz januarja 1989, v kateri so predstavili tri skupnostne laboratorije, ki so proučevali okoljska vprašanja. V 21. stoletju se je povečalo število občanskih znanstvenih projektov, publikacij in možnosti financiranja. Občanska znanost se je sčasoma vse bolj uveljavljala, k čemur je pripomogel tehnični napredek. Digitalne občanske znanstvene platforme, kot je Zooniverse, shranjujejo velike količine podatkov za številne projekte in so kraj, kjer se lahko prostovoljci naučijo, kako prispevati k projektom. Pri nekaterih projektih se udeležencem naroči, naj zberejo in vnesejo podatke, na primer vrste organizmov, ki so jih opazovali, v velike digitalne globalne zbirke podatkov. Pri drugih projektih udeleženci pomagajo razvrščati podatke na digitalnih platformah. Podatki občanske znanosti se uporabljajo tudi za razvoj algoritmov strojnega učenja. Primer je uporaba slik, razvrščenih po prostovoljcih, za urjenje algoritmov strojnega učenja za prepoznavanje vrst. Čeprav so globalna udeležba in globalne zbirke podatkov na spletnih platformah, nimajo vse lokacije vedno enake količine podatkov sodelujočih. Znanstvena skupnost priznava pomisleke glede morebitnih težav s kakovostjo podatkov, kot so merilne napake in pristranskosti, v projektih občanske znanosti, zato so na voljo statistične rešitve in najboljše prakse, ki lahko pomagajo.
Ker nagovarjajo k udeležbi slehernika, so Wikipedija in sestrski projekti Wikimedijine fundacije tudi oblike občanske znanosti. 

## Primeri občanske znanosti v Sloveniji
- Slovensko leposlovje na Wikiviru; začetna stran projekta
- Partizanski spomeniki na Geopediji; Sloj partizanskih spomenikov na Geopediji